# Тери Лоурънс
Тери Лоурънс (на английски: Terry Lawrence) е американска писателка на произведения в жанра любовен роман.

## Биография и творчество
Тери Лоурънс е родена през 1958 г. в Травърс Сити, Мичиган, САЩ. От юношеските си години пише поезия, но не е мечтала да бъде писателка. Завършва английска литература в Мичигангския университет. След дипломирането си работи като секретарка в електрическата компания „Шериланд Рурал“.
Заедно с работата си и при временните си прекъсвания започва да пише любовни романи. Написва 6 романа преди да бъде приет един от тях. Първият ѝ роман „Where There's Smoke There's Fire“ е публикуван през 1988 г. Той се харесва на читателите и тя временно се посвещава на писателската си кариера. До 1996 г. са издадени 20 нейни произведения, след което тя престава да пише.

## Произведения

### Самостоятелни романи
- Where There's Smoke There's Fire (1988)
- Cabin Fever (1988)
- Before Dawn (1989)
- The Outsider (1990)
- Wanted: The Perfect Man (1990)
- Unfinished Passion (1990) 
Страст без край, изд.: „Хермес“, Пловдив (1993), прев. Мая Керезова
- Passion's Flight (1991)
- In the Still of the Night (1991)
- Ever Since Adam (1991)
- For Lovers Only (1992)
- Dangerous in the Dark (1992)
- Close Encounters (1994)
- A Man's Man (1994)
- Before I Wake (1995)
- Fugitive Father (1996)

### Участие в общи серии с други писатели

#### Серия „Скъпоценни истории“ (Treasured Tales)
- Renegade Ways (1992)
- The Shadow Lover (1993)

от серията има още 18 романа от различни автори

#### Серия „Фантастичен мъж“ (Fantasy Men)
- Dancing On the Edge (1993)

от серията има още 5 романа от различни автори

#### Серия „Американски ергени“ (American Bachelors)
- Driven to Distraction (1995)

от серията има още 3 романа от различни автори